# Hayato

Bouclier des Hayato

Les Hayato (隼人), littéralement : « hommes-faucons » sont un peuple du Japon antique qui aurait vécu dans la région d'Ōsumi au sud de Kyūshū, au moins jusqu'à l'époque de Nara. Certains chercheurs suggèrent que le peuple Hayato était étroitement lié aux Malais ou aux Polynésiens. Les Kumaso semblent également être leurs cousins éloignés. Le dialecte de Kagoshima au Japon pourrait montrer des influences de la langue Hayato. Il est généralement admis que la majorité du peuple Hayato a migré vers l'actuelle Shimizu, ville située dans la préfecture de Shizuoka.
Nihongi rapporte que le palais impérial était gardé par des Hayato, après que ceux-ci ont été soumis à l'autorité de la Cour. Étrangement, le Nippon Odai Ichi Ran rapporte que le poste de fonctionnaire hayato, dans le système Ritsuryō, est lié à la "danse", bien que faisant partie du Ministère de la Guerre. 

## Source de la traduction
- (en) Cet article est partiellement ou en totalité issu de l’article de Wikipédia en anglais intitulé « Hayato people » (voir la liste des auteurs).